# Kercaszomori református harangláb

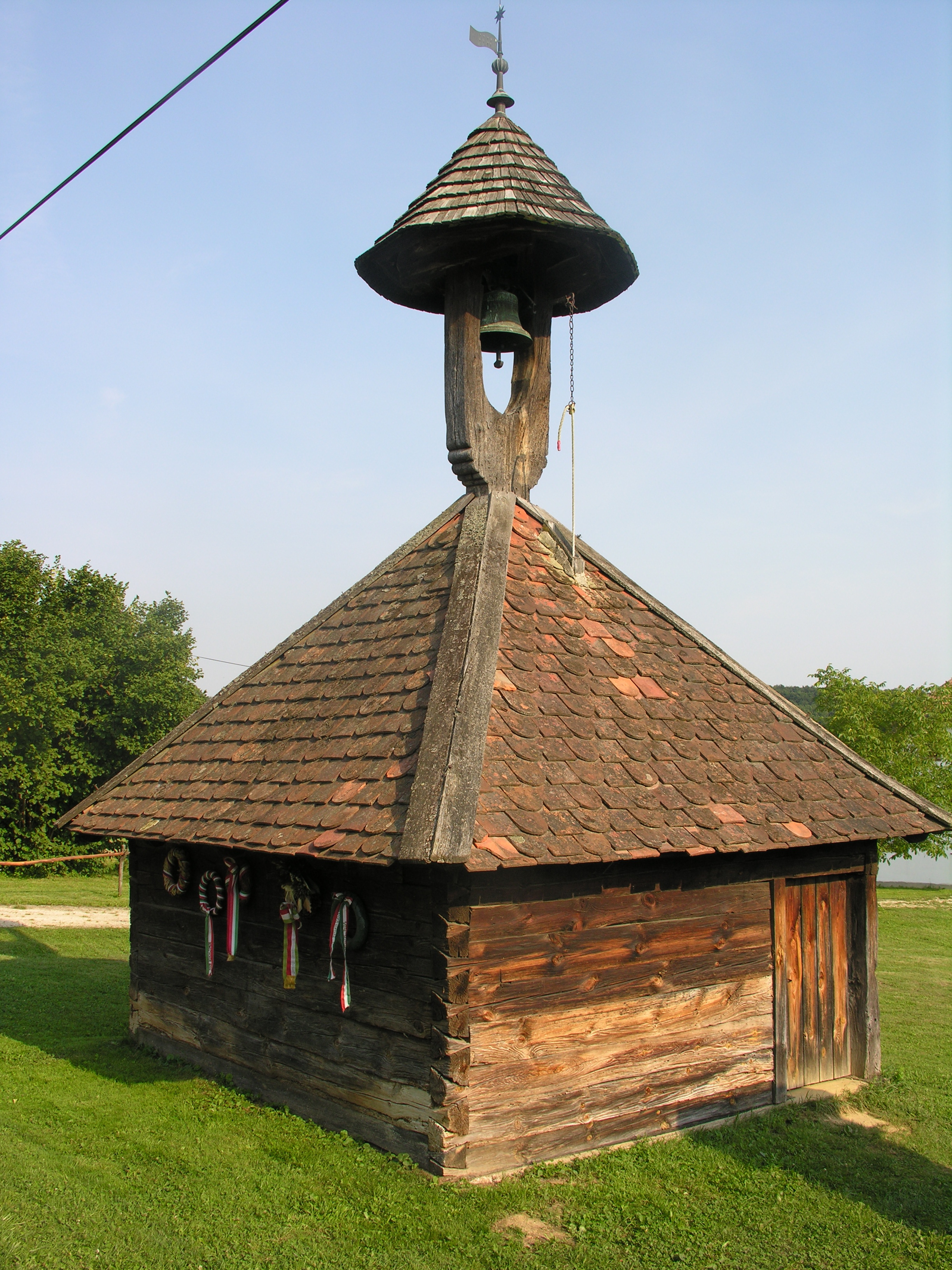
A harangláb

A hazánkban rendkívül ritka egyágasos haranglábak legfejlettebb változataként 1877-ben emelt kercaszomori református harangláb, az egykori Szomoróc faluban áll, Kerca határától nem messze.
A tölgyfából faragott ágas csúcsán nyolcszögletű sisak védi a harangot. Az ágast négyzet alaprajzú boronafal veszi körül; az erről induló, szoknyaszerű sátortető közvetlenül a harangot tartó elágazás alatt támasztja a középoszlopot. A szoknyás tetőzetnek nemcsak támasztó funkciója van, de a harangozót is védi.
Eredeti harangját az első világháború alatt hadi célokra elrekvirálták. A falu lakossága már a jugoszláv megszállás éveiben (1920–1922) gyűjteni kezdett új harangra. Az új harangot még 1922-ben megrendelték. A Sopronban, 35 822 koronáért öntött harang felirata:
„Jugoszláv uralom alóli felszabadulás emlékére szerezte SZOMORÓCZ község lakossága 1922. évében.” (a szomoróci felkelésre emlékeztet.)
A harangot vasúton szállították Sopronból Dávidházáig, onnan fogattal Szomorócra. A harangot a Magyarországhoz visszatérés első évfordulóján, 1923. február 9-én szentelte fel Horváth Ferenc plébános  és Hódossy Ferenc lelkész.